# نادر هدایتی
نادر هدایتی عضو تیم ملی قایقرانی ایران در دوره‌های هشتم مسابقات قهرمانی آسیا بود.

## هشتمین دوره مسابقات قهرمانی آسیا(۱۳۷۸–۱۹۹۹) چندو-چین
کایاک چهارنفره ۱۰۰۰متر- علیرضا محمدی، محسن میلاد، نادر هدایتی و حسین فتحعلی زاده- مدال نقره
کایاک چهارنفره ۵۰۰متر- علیرضا محمدی، محسن میلاد، نادر هدایتی و حسین فتحعلی زاده- مدال طلا
کایاک چهارنفره ۲۰۰متر- علیرضا محمدی، محسن میلاد، نادر هدایتی و حسین فتحعلی زاده- مدال نقره